# Puente califal del arroyo Palancar
El puente califal del arroyo Palancar, situado en el término municipal de Carcabuey (provincia de Córdoba, España), se ubica dentro del parque natural de las Sierras Subbéticas, sobre el que discurren, solapándose, las vías pecuarias «Vereda del camino de Cabra a Priego» y «Colada de las Palomas a los Mármoles».
En 2006 fue declarado bien de interés cultural con categoría de monumento.

## Historia
Este puente formaba parte de la infraestructura de la red viaria medieval, en concreto del Califato de Córdoba, que a su vez perpetuaba en esencia la de época altoimperial romana. Esta última se mantuvo con algunas reordenaciones, pero sin nuevos trazados en la comarca.
Se localiza en el camino que une Cabra y Priego, vía que empieza a tener importancia a partir de principios del siglo X, momento en el que se convierte en el eje primordial de la red comarcal debido a la necesidad de comunicar la cora Baguh (Priego) con la capital del califato, Qurtuba (Córdoba). Posteriormente, durante la Edad Moderna, se convierte en la ruta alternativa hacia Granada por Alcalá la Real.
Las fuentes indican que con el tiempo, en concreto en 1830, funcionaba como enlace de herradura para la posta de ruedas de Cabra a Alcalá la Real. Los estudios realizados indican que el origen del puente se podría remontar a la década de 930, debido a la técnica utilizada en su construcción, pero se detecta una gran reforma a mediados del siglo XVI, datada esta última por la fábrica utilizada y los paralelos que se han encontrado de ella.

## Descripción
Este puente se caracteriza por tener un solo arco ligeramente peraltado, cabalgado sobre una imposta en voladizo, manteniendo un tablero de rasante plana sin pretiles.
Fundamentalmente de la obra original se conserva el estribo izquierdo completo, así como las hiladas de sillería del estribo derecho, y las impostas atizonadas de ambos. Posteriormente se acometió una gran reforma en la que se reforzaron los estribos originales y se realizó un nuevo arco.
El estribo izquierdo se apoya sobre un lecho de cimentación formado por sillarejos regulares, mientras que el derecho se asienta directamente sobre el cauce, aprovechando en parte un afloramiento rocoso. Con el tiempo el pie de este estribo se sustituyó así como la primera hilada de sillarejo por un cimiento de mampostería.
Por encima de ambos estribos se localiza una imposta con sillares dispuestos a tizón, sobre la que se observa directamente el arranque del arco. El estudio de las dovelas de este indica dos módulos distintos de piedra, así como dos lechos de colocación diferentes, cuyo fin era la estabilización de la estructura del puente. En este caso se ha usado arenisca de color amarillo, reutilizando material del puente original, mientras que en esta fase moderna de construcción se utiliza por lo general arenisca, pero de carácter ferruginoso.
En cuanto a la parte superior del puente, en la actualidad se observa que el tablero tiende a la rasante plana, aunque con ligera pendiente en los extremos, conservando un empedrado de cantos.